# Ivaiporã (gemeente)
Ivaiporã is een gemeente in de Braziliaanse deelstaat Paraná. De gemeente telt 32.157 inwoners (schatting 2009).

## Aangrenzende gemeenten
De gemeente grenst aan Arapuã, Ariranha do Ivaí, Grandes Rios, Jardim Alegre, Manoel Ribas en Rio Branco do Ivaí.

## Verkeer en vervoer
De plaats ligt aan de weg BR-272/PR-170.